# Юар, Гаэтан
Гаэтан Юар (фр. Gaëtan Huard; род. 12 января 1962, Монтаржи) — французский футболист, игравший на позиции вратаря.

## Карьера
Начинал играть в футбол за юниорские команды из департамента Луаре, представлявшие Амийи и Питивье. На взрослом уровне — в четвёртом дивизионеfr за команду «Питивье», сменив в воротах своего отца.
С 1980 по 1996 год играл в Дивизионе 1 (кроме сезона 1991/92, в Дивизионе 2), всего провёл 357 матчей за «Ланс» (сезоны 1980/81—1987/88, дебютировал 29 сентября 1980 года в матче против «Бастии», 5:0), «Марсель» (1988/89—1989/90) и «Бордо» (1991/92—1995/96). Сезон 1990/91 пропустил из-за травмы (перелом ноги), полученной 21 марта 1990 года в столкновении с партнёром по команде Эриком Мура в ответном четвертьфинальном матче Кубка чемпионов против софийского ЦСКА. В сезоне-1992/93 установил рекорд чемпионата Франции, не пропуская 1176 минут.
В сезоне-1996/97 провёл 10 матчей за «Эркулес» в испанской Ла Лиге.
После окончания игровой карьеры работал консультантом на медиаплощадке клуба «Бордо» Girondins TVfr, Gold FM, а также на Canal+ (более 15 лет), французском beIN Sportsfr и Telefooten. В 2020 году получил лицензию тренера вратарей, с 2021 года — тренер вратарей в клубе «Либурн».

## Достижения
«Марсель»
- Чемпион Франции: 1988/89, 1989/90
- Обладатель Кубка Франции: 1988/89

«Бордо»
- Обладатель Кубка Интертото: 1995
- Финалист Кубка УЕФА: 1995/96
- Победитель Дивизиона 2: 1991/92

## Личная жизнь
Отец Жан был вратарём, играл на любительском уровне. Сестра Дельфин играла в гандбол. Трое сыновей.
В 2007 году стал владельцем сети маникюрных салонов.